# Палінгенія довгохвоста
Палінгенія довгохвоста (Palingenia longicauda) — вид комах з родини Palingeniidae.

## Морфологічні ознаки
Крила дорослих особин гемінізовані (поздовжні жилки попарно зближені). Передні крила з 3 парами жилок. Функціональними є тільки передні ноги самця. Парацерк рудиментарний. Церки самця удвічі довші за тіло, у самиць дорівнюють довжині тіла. Голова коричнева, груди та ноги жовті або білуваті, черевце та церки жовтуваті. Личинки жовтувато-коричневі. Гомілки передніх ніг з масивними зубцями ззовні. Зубці «бивнів» (дистальних виростів мандибул) великі, недиференційовані. 3-7 сегменти черевця з довгими латеральними відростками.

## Поширення
Південно-центральноєвропейський вид; повністю зник у Західній Європі. Достовірні знахідки тепер тільки у басейні Дунаю. В Україні вид трапляється в основному руслі р. Дунай (околиці м. Рені) та у Кілійському гирлі Дунаю. До першої половини ХХ ст. відзначався в басейнах верхньої та середньої течії Дністра. В Україні у 1970-ті роки чисельність у Кілійському гирлі Дунаю до Вилкова сягала 500–700 екз. /м2 при біомасі до 5 г/м2. Сучасні дані відсутні.

## Особливості біології
Населяє глинисту урвисту рипаль річок. Личинки риють у мулисто-глинистих осадах дна та берегів на глибині до 10 м U-подібні ходи. Ритмічними рухами личинки створюють приток води, відфільтровуючи частинки органіки, водорості, бактерії, якими живляться. Цикл розвитку семівольтинний; личинки розвиваються впродовж 2-3 років, линяючи до 20 раз. Літ дорослих особин в червні-липні, має синхронізований характер. Пік вильоту припадає на 16.00- 19.00 год. Імаго живуть короткий час і постійно знаходяться в польоті: середні та задні ноги не функціонують. Після копуляції самиці здійснюють компенсаторний літ до 10 км вверх по течії річки.

## Загрози та охорона
З огляду на приуроченість виду до донних мулистих ценозів великих низинних річок, найбільшу загрозу становлять гідротехнічна регуляція (днопоглиблювальні роботи у гирловій частині Дунаю) та забруднення вод.
Заходи з охорони: Дотримання конвенцій та втілення в життя загальноєвропейських і регіональних програм, спрямованих на покращення стану екосистем Дунаю та збереження біоти; мораторій на прокладання глибоководних судноплавних шляхів в межах Кілійської частини дельти Дунаю; контроль якості поверхневих вод.